# Transylvanie du Nord
1940–1945
Entités précédentes :
- Royaume de Roumanie

Entités suivantes :
- Royaume de Roumanie

La Transylvanie du Nord (roumain : Transilvania de Nord, hongrois : Észak-Erdély) est une région du Royaume de Roumanie qui, pendant la Seconde Guerre mondiale, devint une partie du Royaume de Hongrie.

Proportions des locuteurs en Transylvanie du Nord.

## Étendue, population
La Transylvanie du Nord comptait 43 104 km2 et incluait le pays sicule à majorité hongroise. Elle comptait (au recensement de 1938) une population de 2 603 589 habitants dont 1 437 055 Roumains transylvains et 970 581 Hongrois de souche.

## Contexte
Cette région austro-hongroise jusqu'en 1918, disputée après la dislocation de cet empire entre la république démocratique hongroise, la Hongrie communiste et le royaume de Roumanie, est attribuée à ce dernier au traité de Trianon (1920). Dans l'entre-deux-guerres la Hongrie recherche la révision de ce traité : les puissances occidentales font la sourde oreille mais le Troisième Reich, qui lui aussi recherche la révision des traités de Versailles et de Saint-Germain, se propose d'« arbitrer » ce conflit. C'est ainsi qu'au deuxième arbitrage de Vienne la Transylvanie du Nord est délimitée pour être attribuée à la Hongrie,.

## Situation des Juifs et des Roms
Dans la Hongrie de 1941, incluant les régions regagnées aux deux arbitrages de Vienne, vivaient 725 000 juifs : la moitié d'entre eux, soit la population juive de la Hongrie de 1937, étaient citoyens hongrois, mais l’autre moitié, vivant dans les territoires acquis de 1938 à 1940, dont la Transylvanie du Nord, était apatride,. Toutefois le régent Miklos Horthy refuse de livrer cette population majoritairement magyarophone aux nazis, affirmant pouvoir « résoudre la question juive » selon la loi hongroise du 12 juillet 1941, calquée sur celles de Nuremberg, qui définit les Juifs comme une « race » (y compris les 58 320 personnes devenues chrétiennes), interdit les mariages mixtes, l'accès aux Juifs à la fonction publique, et instaure des quotas pour d'autres professions,.
En dépit des réticences de Horthy, parmi les Juifs devenus apatrides par les arbitrages de Vienne, dont ceux de Transylvanie du Nord, environ 27 000 personnes sont, après l'opération Barbarossa, déportées à Kamenets en Podolie occupée, où elles sont exterminées par les Einsatzgruppen nazis. D'autres, jugés aptes à travailler, sont envoyés sur le front de l’Est et en Serbie occupée pour y effectuer des travaux aux ordres de l'armée hongroise : froid, sous-alimentation et manque de soins en font mourir 14 000; par ailleurs, l'armée hongroise en tue 3 500 autres à Novi Sad en Serbie occupée en janvier-février 1942.
Lorsque le 19 mars 1944 Ferenc Szálasi remplace Miklos Horthy et laisse la Wehrmacht s'installer en Hongrie, cette dernière accepte de livrer à l'Allemagne nazie tous les juifs, citoyens hongrois ou apatrides, mais aussi des Roms de Transylvanie du Nord. Les autorités hongroises déportent à leur tour les Roms nord-transylvains vers Kamenets. Le nombre de victimes juives est connu, mais celui des Roms n'a pas pu être déterminé car la plupart sont morts d'épuisement au cours des marches de la mort comme celle vers Komarom.

## Retour à la Roumanie
Les deux arbitrages de Vienne n'étaient pas reconnus par les Alliés mais seulement dans l'Axe. En octobre 1944, les forces soviétiques et roumaines « occupent » (du point de vue de l'Axe) ou « libèrent » (du point de vue Allié) ce territoire et le remettent, en mars 1945, à l'administration roumaine. Des « tribunaux populaires » se mettent en place sous l'égide des autorités soviétiques d'occupation et du parti communiste roumain, et procèdent à une « épuration des collaborateurs ».
Après la guerre, le traité de paix de Paris de 1947 confirme l'annulation du second arbitrage de Vienne ; les sources secondaires hongroises modernes considèrent ce traité comme inaugurant le retour de la Transylvanie du Nord à la Roumanie, et donc que ce territoire a été hongrois jusqu'en 1947. Le parti communiste roumain, après avoir sévèrement épuré tous les citoyens qui avaient servi les autorités hongroises entre 1940 et 1944, décide en 1952 de créer dans le pays sicule une province autonome sur le modèle des régions autonomes soviétiques : ce sera la « province autonome magyare » qui durera jusqu'en 1968.